# Revista de Catalunya (1912)
|  | Aquest article tracta sobre la publicació quinzenal de l'any 1912. Si cerqueu altres revistes homònimes, vegeu «Revista de Catalunya (desambiguació)». |

La Revista de Catalunya que es va publicar quinzenalment a Barcelona entre el 3 d'abril del 1912 i el 26 de juny del mateix any, va ser fundada i dirigida per Antoni Rovira i Virgili i va ser precursora de la que ell mateix va iniciar el 1924.
Hi van col·laborar, entre d'altres, Gabriel Alomar, Claudi Ametlla i Coll, Carles Soldevila, Alexandre Plana i Santaló o Ramon Noguer i Comet.